# Cessna Comet
De Cessna Comet was een Amerikaans eenmotorig sportvliegtuig uit de pioniersfase van de luchtvaart. Het tweepersoons schouderdekker toestel met spandraden was ontworpen en gebouwd in 1917 door Clyde Cessna, de oprichter en naamgever van Cessna Aircraft Company. Het toestel had een half overdekte zitplaats voor de passagier. Het was voorzien van een conventioneel wielonderstel met een staartwiel. De comet werd voortgestuwd door een Anzani zescilinder 60 pk stermotor met een tweebladspropeller.
De Comet was de opvolger van de experimentele Cessna Silverwing, gebaseerd op de Bleriot XI. Dit was het eerste zelfgebouwde toestel van Clyde Cessna waarmee hij in 1911 zijn eerste vlucht maakte.
Snelheidsrecord
Clyde Cessna heeft met de Comet een nationaal snelheidsrecord neergezet van 200,5 km/u plus een nationaal afstandsrecord van 122 km.